# Minna Planer
Christine Wilhelmine « Minna » Planer (5 septembre 1809 - 25 janvier 1866) est une actrice saxonne connue pour avoir été la première épouse de Richard Wagner. 

## Biographie
Minna Planer est née le 5 septembre 1809 à Œderan, d'un père trompettiste, Gotthelf Planer. 
Séduite à un âge précoce par Ernst Rudolf von Einsiedel, capitaine de l'armée saxonne qui l'abandonne en la laissant enceinte, elle a à 15 ans une fille qui a été élevée comme sa sœur.
Après une période de séduction orageuse ponctuée de séquences d'infidélités des deux côtés, elle épouse Richard Wagner le 24 novembre 1836 à Königsberg, deux ans après l'avoir rencontré à Magdebourg en novembre 1834. Ce mariage n'est pas souhaité par sa famille car Wagner se trouve à ce moment-ci sans situation. 
Au début de leur mariage, Minna est la principale source de salaire du ménage grâce à sa carrière en tant que jeune héroïne dramatique qui lui vaut d'avoir des admirateurs inconditionnels, tant pour sa beauté que pour ses talents sur scène. Puis au printemps 1837, le théâtre de Königsberg fait faillite et Minna se retrouve elle aussi sans situation. 
Une vie misérable se dessine devant elle, mais elle rencontre à ce moment-ci un riche négociant, Dietrich. Face à un futur teinté de pauvreté et d'un mari jaloux, elle fuit à Dresde avec sa fille et Dietrich en mai 1837. Wagner de son côté s'établit à Riga et supplie sa femme de venir le rejoindre. Dans une lettre datée du 19 octobre 1837, elle s'excuse auprès de Wagner et lui annonce qu'elle quitte Dietrich. Elle le rejoint donc et reprend sa relation avec Wagner.
Source de soucis dès le début, Wagner dira de ce mariage : « J'étais amoureux, je me mariai par entêtement, je souffris et fis souffrir les autres en raison de la situation lamentable d'un intérieur sans ressources, et m'enfonçai ainsi dans la misère qui a ruiné des existences par millier ».
Elle a partagé la plupart des frasques de la vie de Wagner, notamment un périlleux voyage en mer à Londres et la pauvreté à Paris de 1839 à 1842. 
En 1842, ils rentrent en Allemagne, où son opéra Rienzi est accepté à Dresde. Puis, en février de la même année, Wagner accède au poste de maître de chapelle. Ces années de succès apportent le confort matériel que Minna attendait depuis longtemps. Mais celles-ci furent courtes, car Wagner dut fuir en 1849 dans différents pays européens après son bannissement de l'Allemagne à la suite de son implication dans le soulèvement de mai à Dresde. 
Après la relation amoureuse de Wagner avec Mathilde Wesendonck en 1857, Minna choisit de vivre séparée de lui. Avant de quitter Zurich où ils avaient habité ensemble, elle paye les créanciers que Wagner a oublié de rembourser en partant, puis elle retourne dans sa famille en Saxe. En 1864, Minna écrit à Ernst Benedikt Kietz : « Je n'ai pas vu mon bon, mon merveilleux époux depuis près de deux ans et demi. Il est heureux et vit à Munich dans le luxe du jeune roi de Bavière ; il n'a plus besoin de moi à présent ».
Elle meurt d'une crise cardiaque le 25 janvier 1866. Wagner disparaît pour sa part en 1883.